# Begonia hidirii
Espèce
Begonia hidirii est une espèce de plantes de la famille des Begoniaceae.
Elle a été décrite en 2009 par Cheksum Supiah Tawan, I.B. Ipor et Kalu Meekiong.